# (117086) Lóczy
(117086) Lóczy, désignation internationale (117086) Loczy, est un astéroïde de la ceinture principale.

## Description
(117086) Loczy est un astéroïde de la ceinture principale. Il fut découvert le 8 juin 2004 à Piszkesteto par Krisztián Sárneczky et Gyula M. Szabó. Il présente une orbite caractérisée par un demi-grand axe de 3,12 UA, une excentricité de 0,08 et une inclinaison de 21,6° par rapport à l'écliptique.

## Compléments